# Kreuzigungsbildstock (Astheim, 1597)

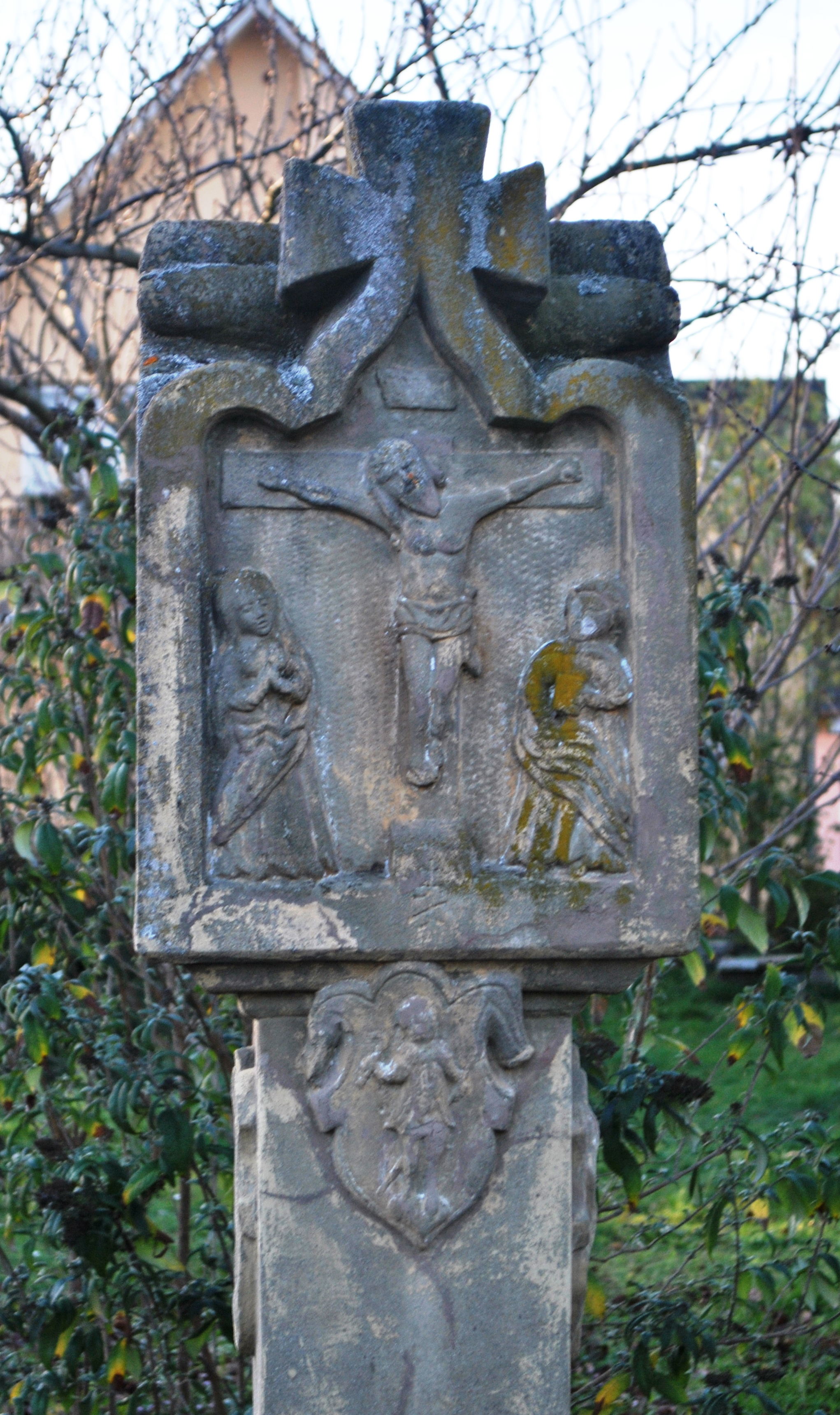
Der Aufsatz des Bildstocks in Astheim

Der Kreuzigungsbildstock von 1597 ist eine Marter im Volkacher Ortsteil Astheim in Unterfranken. Er wurde im Zuge der Gegenreformation als sogenannter Monolithbildstock errichtet.

## Geschichte
Die sogenannten monolithischen Bildstöcke prägten in der Zeit der Gegenreformation die Region um Schweinfurt. Die Würzburger Fürstbischöfe förderten die Aufstellung dieser Glaubensdenkmäler überall im Bistum. Grund hierfür war unter anderem die Ausbreitung der lutherischen Lehre und die Abkehr der Freien Reichsstadt Schweinfurt vom alten Glauben. Der Bildstock ist vom Bayerischen Landesamt für Denkmalpflege als Baudenkmal eingeordnet.
Der Astheimer Bildstock wurde von einem Steinmetz geschaffen, der mehrere dieser Bildstöcke zwischen Bad Kissingen und Volkach gearbeitet hat. Dies geht aus dem überlieferten Steinmetzzeichen hervor, das den Astheimer Stock als erstes Stück einer Serie ausweist. Er entstand im Jahr 1597 und fiel somit unter die Regierung des Bischofs Julius Echter von Mespelbrunn. Gestiftet wurde die Marter von „Jorg den…“ und seiner Frau Dorothea.

## Beschreibung
Die monolithischen Bildstöcke weisen allesamt ein ähnliches Erscheinungsbild auf. Die rechteckigen, massiven Säulen gehen in einen blockhaften Kopfteil über. Allesamt wurden aus einem einzigen Stein geschaffen. Der Sockel besitzt eine quadratische Basis, die im oberen Bereich häufig jedoch stark abgeschrägt ist. Zumeist sind die Stöcke mit Wappendarstellungen verziert. In großer Mehrzahl überwiegen die Darstellungen von Kreuzigungsszenen im Aufsatz.
Der Astheimer Bildstock besitzt die Darstellung einer Kreuzigung Christi. In den rechten und linken Kartuschen wird die Auferstehung Jesu und der heilige Petrus gezeigt. Die Wappen darunter zeigen eine männliche Figur (Mitte), eine Schwurhand (rechts) und das Astheimer Wappen (links). Eine Inschrift auf der Rückseite lautet: „1597 Ich Jorg den… gell alhie vnd do rothea sein ehl ha usfrau haben das bild got zu lob und eh er vnsern seelen zvm nutz hiehervero dnet vnd ist sie in gott verschieden“.